# Anna Sueangam-iam
Anna Sueangam-iam (tiếng Thái: แอนนา เสืองามเอี่ยม; sinh ngày 10 tháng 11 năm 1998) là một người mẫu, hoa hậu người Thái Lan, cô đã đăng quang cuộc thi Hoa hậu Hoàn vũ Thái Lan 2022. Cô cũng là đại diện chính thức cho Thái Lan tại cuộc thi Hoa hậu Hoàn vũ 2022.

## Tiểu sử
Sueangam-iam sinh ngày 10 tháng 11 năm 1998 tại Băng Cốc và là con gái của một công nhân thu gom rác. Cô theo đuổi con đường học vấn của mình và tốt nghiệp Đại học Kasetsart với bằng cử nhân quản lý khách sạn và du lịch.

## Cuộc thi sắc đẹp
Sueangam-iam bắt đầu sự nghiệp thi hoa hậu từ năm 2018, cô đăng quang Hoa hậu Mobile Thái Lan 2018 vào ngày ngày 1 tháng 7 năm 2018. Cô tham gia cuộc thi Hoa hậu Thinn Thai Ngarm 2020 và giành ngôi vị Á hậu 2.

### Hoa hậu Thái Lan 2020
Vào ngày 13 tháng 12 năm 2020, Sueangam-iam đã tham gia cuộc thi Hoa hậu Thái Lan 2020 tại Trung tâm Hội nghị và Triển lãm Quốc tế Chiang Mai ở Chiang Mai, nơi cô lọt vào Top 16.

### Hoa hậu Hoàn vũ Thái Lan 2022
Vào ngày 30 tháng 7 năm 2022, Sueangam-iam đã cạnh tranh với 29 thí sinh lọt vào vòng chung kết Hoa hậu Hoàn vũ Thái Lan 2022 tại True Icon Hall ở Băng Cốc. Trong cuộc thi, Sueangam-iam tiến vào top15 công bố là người chiến thắng của cuộc thi và thành công bởi Anchilee Scott-Kemmis, đánh bại Á hậu 1 Nicolene Limsnukan và Á hậu 2- lên Kanyalak Nookaew.

### Hoa hậu Hoàn vũ 2022
Là người chiến thắng Hoa hậu Hoàn vũ Thái Lan 2022, Sueangam-iam đại diện cho Thái Lan tại cuộc thi Hoa hậu Hoàn vũ 2022. Cô không lọt vào Top 16 chung cuộc.